# Уебър (окръг)
Вижте пояснителната страница за други значения на Уебър.
Окръг Уебър (на английски: Weber County) е окръг в щата Юта, Съединени американски щати. Площта му е 1705 km², а населението – 247 560 души (2016). Административен център е град Огдън.

## Градове
- Плезант Вю
- Плейн Сити
- Северен Огдън
- Уошингтън Терас
- Фар Уест
- Харисвил
- Южен Огдън